# Тромбоцитоферез
Тромбоцитоферез (англ. Plateletpheresis) (более правильное название тромбоцитаферез (англ. thrombocytapheresis) или тромбаферез (англ. thrombapheresis), хотя эти наименования редко используются) — процесс сбора тромбоцитов, в английском языке чаще называемых англ. platelets, компонента крови участвующего в процессе гемостаза. Этот термин конкретно относится к методу сбора тромбоцитов, который осуществляется с помощью устройства, используемого при донорстве крови, которое отделяет тромбоциты и возвращает другие составные части крови донору. Переливание тромбоцитной массы может быть спасительной процедурой для предотвращения или лечения серьёзных осложнений, вызванных кровотечением и кровоизлиянием у пациентов с нарушениями, проявляющимися тромбоцитопенией (низкий уровень тромбоцитов) или дисфункцией тромбоцитов. Этот процесс может быть также использован в терапевтических целях для лечений заболеваний приводящих к чрезвычайно высокому количеству тромбоцитов, таких как эссенциальная тромбоцитемия.

## Переливание тромбоцитной массы
Переливания тромбоцитной массы традиционно производится людям, проходящим химиотерапию при лейкозе, миеломной болезни, а также страдающим апластической анемией, СПИДом, гиперспленизмом, идиопатической тромбоцитопенической пурпурой (ИТП), сепсисом, перенёсшим пересадку костного мозга, проходящим радиотерапию, перенёсшим трансплатацию органов или хирургические операции, такие как установку аппарата искусственного кровообращения. Переливание тромбоцитной массы необходимо избегать у пациентов с тромбоцитопенической пурпурой, поскольку это может ухудшить неврологические симптомы и вызвать острую почечную недостаточность, предположительно из-за образования новых тромбов в момент переливания тромбоцитов. Эту процедуру необходимо также избегать для пациентов с гепарин-индуцированной тромбоцитопенией или ДВС-синдромом.
Переливание тромбоцитной массы также рекомендуется взрослым людям, имеющим уровни тромбоцитов ниже, чем 10 000 на микролитр; при установленном центральном венозном катетере ниже, чем 20 000 на микролитр; и ниже, чем 50 000 на микролитр, в том случае, когда необходима серьёзная операция или люмбальная пункция.

### Тромбоциты цельной крови

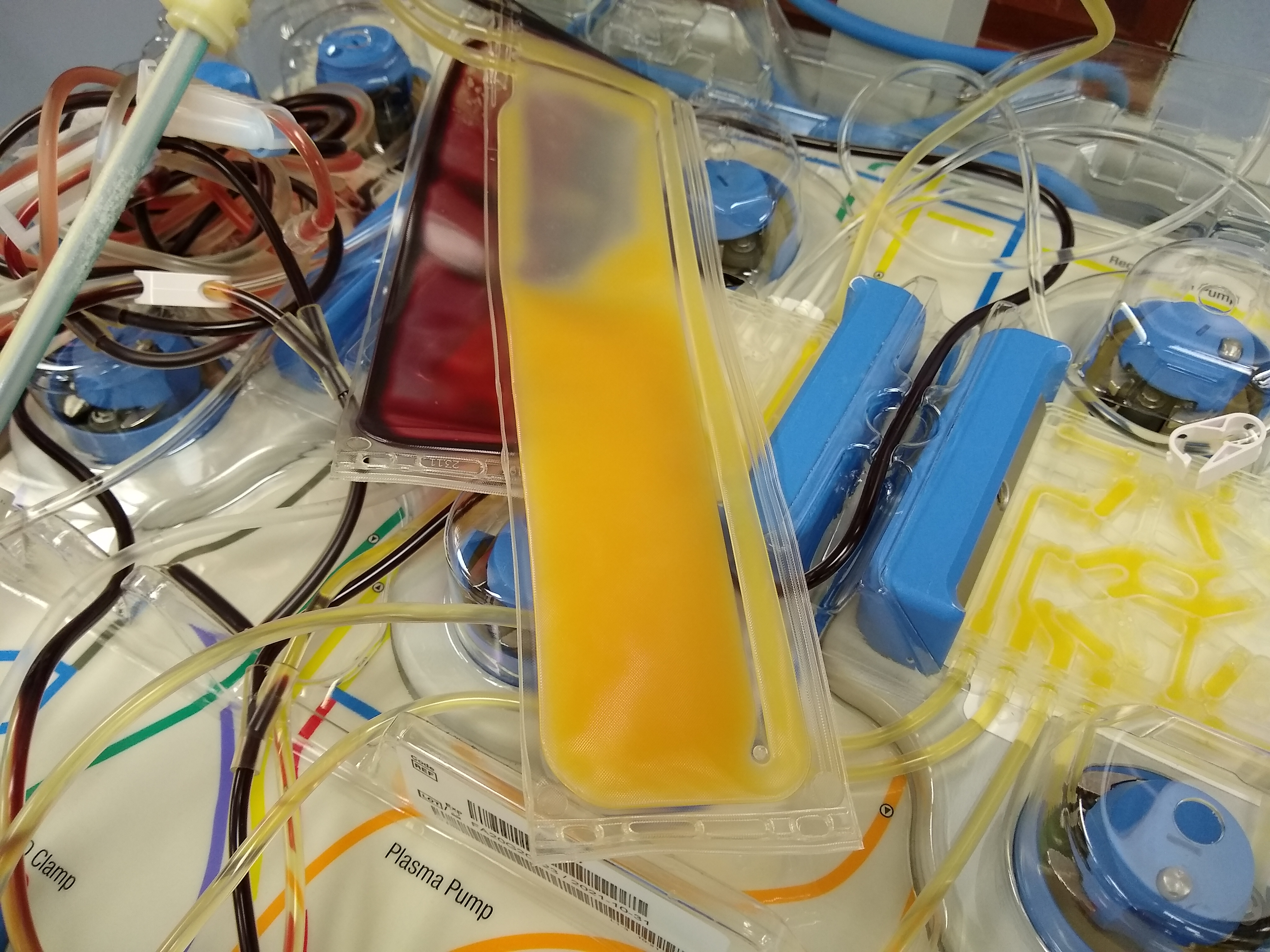
Тромбоциты, собранные с использованием афереза в донорском центре Американского Красного Креста

Не во всех переливаниях тромбоцитов используются тромбоциты, собранные с помощью автоматизированного афереза. Тромбоциты также можно отделить от донорской цельной крови, собранной при помощи традиционного способа донорства крови, но есть несколько преимуществ отделения тромбоцитов во время сбора крови. Первое преимущество заключается в том, что количество тромбоцитов, полученное при сдаче цельной крови (иногда такие тромбоциты называют «случайными»), недостаточно велико для дозы, которую можно дать взрослому пациенту. Эти тромбоциты должны быть собраны от нескольких доноров для проведения одного переливания, и это усложняет процедуру и увеличивает риск передачи трансфузионных трансмиссивных инфекций, которые могут содержаться в переливаемой крови, например, такие как вирус иммунодефицита человека.
Сбор тромбоцитов от одного донора также упрощает соответствие одному человеческому лейкоцитарному антигену, что может улучшить шансы успешного переливания. Так как поиск даже одного совместимого донора занимает достаточно много времени, возможность сбора полной дозы от одного донора намного более практична, чем поиск нескольких совместимых доноров.
Продукты тромбоцитофереза также легче протестировать на бактериальное заражение, которое является основной причиной смерти, связанной с переливанием крови. Объединение тромбоцитов цельной крови часто происходит в «открытой» системе, в которой контейнеры с тромбоцитами соединены таким способом, в котором тромбоциты могут подвергаться воздействию воздуха, поэтому объединённая тромбоцитная масса должна быть перелита достаточно быстро, пока заражение не разрослось.